# آوه دره ۱
آوه دره ۱ یک اندیس فلزی است که در حوالی شهر لنکران استان قزوین قرار دارد و مادهٔ معدنی موجود در آن، مس است.سنگ میزبان این اندیس بازالت، آندزیت است  در این اندیس، پاراژنز‌های کالکوسیت، مالاکیت، آزوریت یافت می‌شوند.